# Gholam Hossein Mazloumi
Gholam Hossein Mazloumi (en persa: غلام‌حسین مظلومی‎; Abadán, 13 de enero de 1950 - Teherán, 19 de noviembre de 2014) fue un entrenador y jugador de fútbol iraní que jugaba en la demarcación de delantero.

## Biografía
Debutó como futbolista en 1965 con el Sanat Naft Abadan FC, donde jugó durante tres temporadas tras haberse formado en la cantera del club. En 1968, el Taj FC se hizo con sus servicios para los siete años siguientes. Tuvo un gran período de éxito con el equipo, ya que ganó a nivel nacional dos Iran Pro League —siendo el máximo goleador en 1974 y en 1975— y una Copa Hazfi; y a nivel internacional la Copa de Clubes de Asia 1970, siendo además el máximo goleador del torneo. En 1975, y por tres años, jugó en el Shahin FC, donde se retiró finalmente como futbolista en 1978. Dos años después, se convirtió en el entrenador de los equipos juveniles del Esteghlal FC, y durante los ocho años siguientes, subiendo a entrenador del primer equipo un año después. También entrenó a la selección de fútbol sub-20 de Irán, Esteghlal Ahvaz FC, Moghavemat Tehran FC, Petrochimi Tabriz FC y al Payam Mashhad FC, siendo el último club al que entrenó, en el año 2000.
Falleció el 19 de noviembre de 2014 en Teherán a los 64 años de edad tras sufrir un cáncer de estómago.

## Selección nacional
Hizo su debut para la selección de fútbol de Irán en septiembre de 1969 en un partido contra Pakistán. Disputó un total de 48 partidos e hizo 37 goles para el combinado iraní.
Mazloumi ganó tres torneos con la selección, incluyendo una Copa Asiática 1972, el torneo de fútbol de los Juegos Asiáticos de 1974, así como de la Copa Asiática 1976 celebrada en Teherán, siendo además el máximo goleador del torneo. También participó en los Juegos Olímpicos de Montreal 1976, cuando Irán alcanzó los cuartos de final.

## Clubes

### Como futbolista
| Club                 | País | Año         |
| -------------------- | ---- | ----------- |
| Sanat Naft Abadan FC | Irán | 1965 - 1968 |
| Taj FC               | Irán | 1968 - 1975 |
| Shahin FC            | Irán | 1975 - 1978 |

### Como entrenador
| Club                               | País | Año         |
| ---------------------------------- | ---- | ----------- |
| Esteghlal FC (cantera)             | Irán | 1980 - 1988 |
| Esteghlal FC                       | Irán | 1988 - 1989 |
| Selección de fútbol sub-20 de Irán | Irán | 1989 - 1990 |
| Esteghlal Ahvaz FC                 | Irán | 1993 - 1995 |
| Moghavemat Tehran FC               | Irán | 1995 - 1997 |
| Petrochimi Tabriz FC               | Irán | 1997 - 1999 |
| Payam Tehran FC                    | Irán | 1999 - 2000 |

## Palmarés

### Campeonatos nacionales
| Título          | Club   | País | Año  |
| --------------- | ------ | ---- | ---- |
| Iran Pro League | Taj FC | Irán | 1971 |
| Iran Pro League | Taj FC | Irán | 1975 |
| Copa Hazfi      | Taj FC | Irán | 1971 |

### Campeonatos internacionales
| Título                      | Club                        | País | Año  |
| --------------------------- | --------------------------- | ---- | ---- |
| Liga de Campeones de la AFC | Taj FC                      | Irán | 1970 |
| Copa Asiática               | Selección de fútbol de Irán | Irán | 1972 |
| Copa Asiática               | Selección de fútbol de Irán | Irán | 1976 |
| Copa Asiática               | Selección de fútbol de Irán | Irán | 1974 |

### Distinciones individuales
| Título                                            | Club                        | País | Año  |
| ------------------------------------------------- | --------------------------- | ---- | ---- |
| Máximo goleador de la Iran Pro League             | Taj FC                      | Irán | 1974 |
| Máximo goleador de la Iran Pro League             | Taj FC                      | Irán | 1975 |
| Máximo goleador de la Iran Pro League             | Shahin FC                   | Irán | 1977 |
| Máximo goleador de la Liga de Campeones de la AFC | Taj FC                      | Irán | 1970 |
| Máximo goleador de los Juegos Asiáticos           | Selección de fútbol de Irán | Irán | 1974 |
| Mejor jugador de la Juegos Asiáticos              | Selección de fútbol de Irán | Irán | 1974 |
| Máximo goleador de la Copa Asiática               | Selección de fútbol de Irán | Irán | 1976 |